# Marco Rodrigues
Marco Rodrigues (Amarante, 19 de setembro de 1982) é um cantor português.

## Percurso
Nasceu em Amarante, mas aos 8 anos foi viver para os Arcos de Valdevez. O contacto com a música iniciou-se com o pai, Carlos Rodrigues, que era tocador de acordeão na época. Ainda jovem, numa fase algo difícil da sua vida, acompanhou o pai em festas populares de aldeia como integrante no grupo musical criado pelo próprio pai.
Ficou em 2º lugar na Grande Noite do Fado do Porto. Aos 15 anos, vai viver para Lisboa, após o divórcio dos pais.
Em 1999, torna-se o vencedor da Grande Noite do Fado, no Coliseu dos Recreios, na categoria Sénior. Poucos meses, depois estreia-se como profissional no Café Luso – onde é actualmente fadista e violista residente, para além de diretor artístico.
Em 2006 lança o seu primeiro álbum, Fados da Tristeza Alegre, pela Ocarina. Um ano depois é distinguido com o Prémio Amália Rodrigues, na categoria Revelação.
Em 2008 participa no Festival RTP da Canção, com o tema "Em Água e Sal", alcançando o 3.º lugar nesse certame.
No ano de 2010 é editado o álbum Tantas Lisboas que tem convidados como Carlos do Carmo e Mafalda Arnauth. Marco Rodrigues assina a composição de dois dos temas - "O inverso do fado" e "Onde vou". Entre os compositores e letristas deste disco destacam-se Boss AC, Tiago Torres da Silva, Inês Pedrosa e Tiago Machado, este último assina também a produção do álbum. No disco canta o seu amor por… Lisboa. O concerto de lançamento do disco teve lugar no Teatro São Luiz (Lisboa).
Em agosto de 2011 é convidado pela cantora brasileira Maria Gadú para gravar um tema no seu novo trabalho. Dá um concerto no Teatro da Trindade que assinala o lançamento de uma nova edição do "Tantas Lisboas", numa edição especial e limitada que integra seis temas tocados ao vivo.
Colabora com Fernando Alvim no disco "Fados & Canções do Alvim", onde interpreta "O Tempo a Cantar". São realizados concertos comemorativos na Casa da Música, no Porto, em dezembro de 2011, e em maio de 2012 no Teatro da Trindade, em Lisboa.
A 2 de dezembro de 2011, integra o elenco de fadistas que atuaram na Gala Fado Património da Humanidade, espetáculo comemorativo da distinção do Fado como Património Imaterial da Humanidade, atribuída pela UNESCO. Interpreta "A rima mais bonita", numa das atuações mais aplaudidas do concerto transmitido em direto na RTP1.
Em maio de 2012 actua na abertura dos espetáculos de Maria Gadú, nos coliseus de Lisboa e Porto. Marco Rodrigues foi agraciado com a medalha de mérito cultural pela Câmara Municipal de Arcos de Valdevez, em 11 de julho de 2012, em cerimónia na Casa das Artes de Arcos de Valdevez.
Em Março de 2013 é lançado o álbum "EntreTanto". Lança o álbum Fados do Fado em 2015.
Em 2016 foi nomeado a uma das categorias do Grammy Latino pelo álbum Fados do Fado.
Em 2017, o tema Tempo é incluído na novela A Herdeira da TVI. É editado o disco  álbum Copo Meio Cheio.
Em 2019, o tema Amor em Construção é incluído na novela Prisioneira da TVI e em 2020, o tema Fado do Cobarde é incluído na novela Quer o Destino da TVI.
Em 2022, o tema Amar Para Sofrer é incluído na novela Quero é Viver da TVI.

## Discografia
- Fados Da Tristeza Alegre (Ocarina, 2006)
- Tantas Lisboas (Universal, 2010)
- Tantas Lisboas (Universal, 2011) [CD+DVD]
- EntreTanto (Universal, 2013)
- Fados Do Fado (Universal, 2015)
- Copo Meio Cheio (Universal, 2017)

Outros
- Fados & Canções do Alvim | Fernando Alvim (Universal, 2011) [participação especial]
- Mais Uma Página | Maria Gadú (Slap, 2011) [participação especial]